# Hans Erich Boenigk
Hans Erich Boenigk (* 4. März 1943 in Bielefeld; † 2. November 2000 ebenda) war ein deutscher Neuropädiater und Epileptologe.

## Leben
Nach dem Studium in Marburg und Kiel war Boenigk ab 1975 am Epilepsiezentrum Bethel tätig (wo zuvor schon sein Großvater Diakon gewesen war), ab 1978 als Leitender Arzt des Fachbereichs Kinder und Jugendliche.

## Werk
Boenigk war u. a. von 1988 bis 1998 Mitglied der Schriftleitung der Epilepsie-Blätter. Rundbrief und Zeitschrift der Deutschen Sektion der Internationalen Liga gegen Epilepsie.
Er war auch (Ko-)Autor zahlreicher Artikel in Fachzeitschriften (u. a. zur Pharmakokinetik von Antiepileptika oder deren Nebenwirkungen) und Büchern sowie (Mit-)Herausgeber von sieben Büchern:
- H. E. Boenigk (Hrsg.): Das anfallskranke Kind. Band 2: Soziale und psychische Aspekte. Edition m + p Dr. W. Rudat & Co, Hamburg 1983.
- H. E. Boenigk (Hrsg.): Das anfallskranke Kind. Band 5: Diagnostik kindlicher Epilepsien. edition m + p Dr. W. Rudat & Co, Hamburg 1987.
- H. E. Boenigk, H. Holthausen, I. Tuxhorn (Hrsg.): Das anfallskranke Kind. Band 9: Perspektiven der Epilepsiechirurgie im Kindesalter. medicin + pharmazie Dr. W. Rudat & Co, Hamburg 1993.
- R. Besser, G. Gross-Selbeck, H.-E. Boenigk (Hrsg.): Epilepsiesyndrome – Therapiestrategien. G. Thieme, Stuttgart / New York 1993.
- I. Tuxhorn, H. Holthausen, H. Boenigk (Hrsg.): Paediatric Epilepsy Syndromes and their Surgical Treatment. J. Libbey, London / Paris / Rom / Sydney 1997.
- H. E. Boenigk, F. Kassebrock (Hrsg.): Überbehütung? Nein! Aber wer entlastet uns denn von unserer Verantwortung. (= Bethel-Beiträge. 52). Bethel-Verlag, Bielefeld 1997.
- P. Wolf, T. Mayer, U. Specht, R. Thorbecke, H.-E. Boenigk, M. Pfäfflin (Hrsg.): Praxisbuch Epilepsien. Diagnostik – Behandlung – Rehabilitation. W. Kohlhammer, Stuttgart 2003.